# Teillet-Argenty
Pour les articles homonymes, voir Teillet (homonymie).
Teillet-Argenty est une commune française, située dans le département de l'Allier en région Auvergne-Rhône-Alpes.
La commune est historiquement divisée entre deux provinces : Teillet fait partie sous l'Ancien Régime du Bourbonnais tandis que Argenty est une enclave de la Marche.
Ses habitants sont appelés les Teilletois.

## Géographie

### Localisation
Teillet-Argenty est située dans le sud-ouest du département de l'Allier, à sa limite avec la Creuse, à la limite aussi des langues d'oc et d'oil. Sa superficie est de 2 200 hectares. Située sur un territoire accidenté, l'altitude de Teillet-Argenty ne dépasse guère 400 mètres. Son point culminant est la Croix du Chioret à 438 mètres. Au sud-est, le Cher borde la commune sur environ cinq kilomètres et demi. C'est une rivière qui coule dans des gorges escarpées, sauvages, et sur laquelle deux barrages hydro-électriques ont été construits : l'un à Rochebut, l'autre à Prat. Le territoire communal est également arrosé par le Pont Léonard, un ruisseau affluent du Cher.
Sept communes sont limitrophes, dont deux dans le département de la Creuse :
|                    | Quinssaines Prémilhat | Lignerolles              |
| Viersat (Creuse)   | Teillet-Argenty       |                          |
| Budelière (Creuse) |                       | Sainte-Thérence, Mazirat |

### Climat
Pour des articles plus généraux, voir Climat d'Auvergne-Rhône-Alpes et Climat de l'Allier.
En 2010, le climat de la commune est de type climat océanique dégradé des plaines du Centre et du Nord, selon une étude du CNRS s'appuyant sur une série de données couvrant la période 1971-2000. En 2020, Météo-France publie une typologie des climats de la France métropolitaine dans laquelle la commune est exposée à un climat de montagne ou de marges de montagne et est dans la région climatique Ouest et nord-ouest du Massif Central, caractérisée par une pluviométrie annuelle de 900 à 1 500 mm, maximale en automne et en hiver.
Pour la période 1971-2000, la température annuelle moyenne est de 10,8 °C, avec une amplitude thermique annuelle de 15,3 °C. Le cumul annuel moyen de précipitations est de 803 mm, avec 10,8 jours de précipitations en janvier et 7,5 jours en juillet. Pour la période 1991-2020, la température moyenne annuelle observée sur la station météorologique de Météo-France la plus proche, sur la commune de Montluçon à 11 km à vol d'oiseau, est de 12,0 °C et le cumul annuel moyen de précipitations est de 637,1 mm,. Pour l'avenir, les paramètres climatiques de la commune estimés pour 2050 selon différents scénarios d'émission de gaz à effet de serre sont consultables sur un site dédié publié par Météo-France en novembre 2022.

## Urbanisme

### Typologie
Au 1er janvier 2024, Teillet-Argenty est catégorisée commune rurale à habitat dispersé, selon la nouvelle grille communale de densité à 7 niveaux définie par l'Insee en 2022.
Elle est située hors unité urbaine. Par ailleurs la commune fait partie de l'aire d'attraction de Montluçon, dont elle est une commune de la couronne,. Cette aire, qui regroupe 58 communes, est catégorisée dans les aires de 50 000 à moins de 200 000 habitants,.

### Occupation des sols

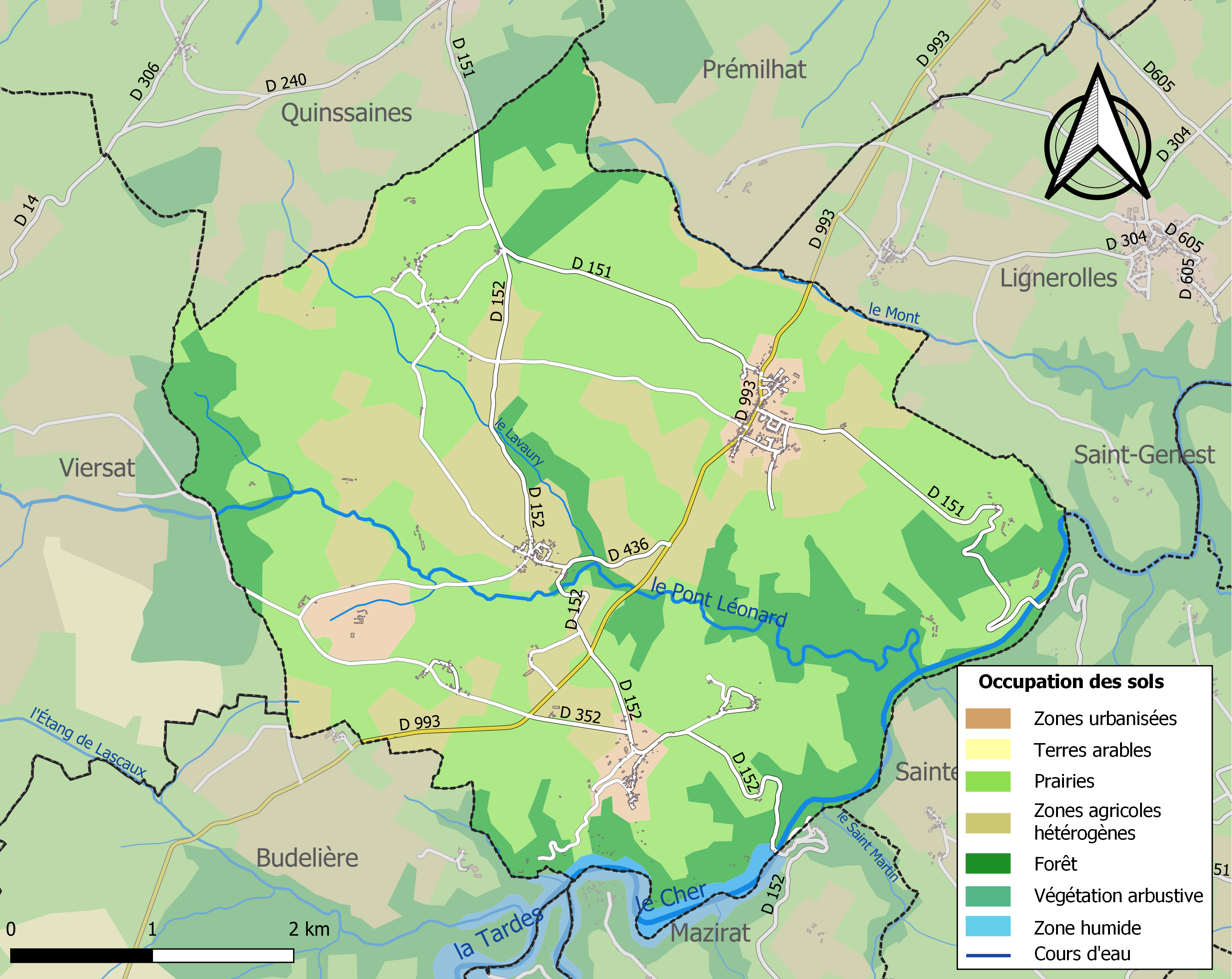
Carte des infrastructures et de l'occupation des sols de la commune en 2018 (CLC).

L'occupation des sols de la commune, telle qu'elle ressort de la base de données européenne d’occupation biophysique des sols Corine Land Cover (CLC), est marquée par l'importance des territoires agricoles (75,6 % en 2018), en diminution par rapport à 1990 (77,6 %). La répartition détaillée en 2018 est la suivante : prairies (55,8 %), zones agricoles hétérogènes (19,8 %), forêts (19,3 %), zones urbanisées (2,8 %), espaces verts artificialisés, non agricoles (1,5 %), eaux continentales (0,8 %).
L'IGN met par ailleurs à disposition un outil en ligne permettant de comparer l'évolution dans le temps de l’occupation des sols de la commune (ou de territoires à des échelles différentes). Plusieurs époques sont accessibles sous forme de cartes ou photos aériennes : la carte de Cassini (XVIIIe siècle), la carte d'état-major (1820-1866) et la période actuelle (1950 à aujourd'hui).

### Voies de communication et transports
Le territoire communal est traversé par les routes départementales 151 (reliant Quinssaines à Sainte-Thérence), 152 (vers Mazirat), 352 (reliant le lieu-dit de Beaubignat, sur la D 152, à l'est, à la D 993 à l'ouest), 436 (reliant la D 993 à Teillet), 437 (desservant le lieu-dit Lavaury) et 993 (liaison de Montluçon à Aubusson).

## Toponymie
Le nom de la commune vient de deux villages anciennement chefs de paroisses, Teillet (Telhet) et Argenty (Argentier). Ces deux noms viennent du marchois, dialecte qui est traditionnellement parlé dans la région de Montluçon. La commune fait, en effet, partie du Croissant, zone où se rejoignent et se mélangent la langue occitane et la langue d'oïl (ici berrichon).
Le nom de Teillet vient du mot pan-occitan Telhet, qui désigne un lieu planté de tilleuls. Celui d'Argenty correspondrait à un lieu où a pu exister une exploitation métallurgique, par forcément de l'argent, ou une fabrication métallurgique antique.

## Histoire
L'occupation de la commune remonte à l'âge de Bronze, comme le démontre la découverte, vers 1885, d'une cachette de fondeur décrite comme contenant 84 haches. L'église Saint-Maurice de Teillet (Tiliaco ou Telleto), mentionnée dès 1158 dans une bulle du pape Adrien IV, faisait partie de la prévôté d'Évaux.
En 1383, les Français, commandés par Louis de Sancerre et le duc de Bourbon, poursuivirent une troupe d'Anglais, sans doute réfugiée dans le château d'Argenty, et la défirent et tuèrent le capitaine anglais, David Olegrève, au lieu-dit de Recullet. Ce fait d'arme était commémoré par la coutume du Chevau-Fug, décrite par Albert Lenoir, qui avait lieu le lundi de Pentecôte, dans laquelle : « Cinq personnages appelés Bourbonnais dont un cavalier sur chevau-fug et quatre piétons, tous armés, aux couleurs bleues, rencontraient sept guerriers dits de Guyenne aux couleurs rouges. Le combat mimé finissait par la chute d’un des sept de Guyenne, tué par le chevalier bourbonnais. Le vainqueur faisait caracoler son cheval autour du mort, et après le triomphe, la procession revenait à Montluçon, au couvent des Cordeliers où les victorieux étaient traités d’une longe de veau avec le rognon, de pois nouveaux, de pain, de vin et d’avoine pour le cheval… ».
En 1802, les communes de Teillet et d'Argenty fusionnèrent pour former la commune actuelle.

## Politique et administration
| Période                                  | Période                      | Identité       | Étiquette | Qualité                          |
| ---------------------------------------- | ---------------------------- | -------------- | --------- | -------------------------------- |
| Les données manquantes sont à compléter. |                              |                |           |                                  |
| juin 1995                                | mars 2018                    | André Gérinier | DVD       | Retraité de la fonction publique |
| 19 mars 2018 (réélue en 2020)            | En cours (au 8 juillet 2020) | Joële Gérinier | LR        | Retraitée                        |

## Population et société

### Démographie
L'évolution du nombre d'habitants est connue à travers les recensements de la population effectués dans la commune depuis 1793. Pour les communes de moins de 10 000 habitants, une enquête de recensement portant sur toute la population est réalisée tous les cinq ans, les populations de référence des années intermédiaires étant quant à elles estimées par interpolation ou extrapolation. Pour la commune, le premier recensement exhaustif entrant dans le cadre du nouveau dispositif a été réalisé en 2006.

En 2022, la commune comptait 553 habitants, en évolution de −1,25 % par rapport à 2016 (Allier : −1,38 %, France hors Mayotte : +2,11 %).
| 1793 | 1800 | 1806 | 1821 | 1831 | 1836 | 1841 | 1846 | 1851 |
| ---- | ---- | ---- | ---- | ---- | ---- | ---- | ---- | ---- |
| 500  | 768  | 635  | 768  | 755  | 823  | 838  | 876  | 850  |

| 1856 | 1861 | 1866 | 1872 | 1876 | 1881 | 1886 | 1891 | 1896 |
| ---- | ---- | ---- | ---- | ---- | ---- | ---- | ---- | ---- |
| 801  | 769  | 803  | 866  | 885  | 975  | 992  | 975  | 988  |

| 1901 | 1906 | 1911 | 1921 | 1926 | 1931 | 1936 | 1946 | 1954 |
| ---- | ---- | ---- | ---- | ---- | ---- | ---- | ---- | ---- |
| 903  | 866  | 836  | 732  | 717  | 700  | 596  | 599  | 495  |

| 1962 | 1968 | 1975 | 1982 | 1990 | 1999 | 2006 | 2011 | 2016 |
| ---- | ---- | ---- | ---- | ---- | ---- | ---- | ---- | ---- |
| 536  | 528  | 458  | 448  | 474  | 472  | 511  | 555  | 560  |

| 2021 | 2022 | - | - | - | - | - | - | - |
| ---- | ---- | - | - | - | - | - | - | - |
| 554  | 553  | - | - | - | - | - | - | - |

### Enseignement
Teillet-Argenty dépend de l'académie de Clermont-Ferrand. Elle gère une école élémentaire publique.
Les élèves poursuivent leur scolarité dans les collèges et les lycées de Montluçon.

## Culture locale et patrimoine

### Lieux et monuments
- Ancienne église Saint-Blaise d'Argenty du XIIe siècle. Elle a été vendue comme bien national à la Révolution et transformée plus tard en étable. Depuis les années 1970, elle est devenue propriété communale. Elle est fortement endommagée ; seuls subsistent le chevet et la façade ; les peintures murales qui la décoraient ont été vendues.
- Église Saint-Maurice de Teillet-Argenty.
- Motte féodale d'Argenty. Cette motte castrale située près de l'ancienne église, est le dernier vestige d'un château fort. Elle était autrefois ceinturée d'un double canal alimenté en eau par une source. Elle figure parmi les plus intéressantes du Bourbonnais.
- Église Saint-Maurice de Teillet du XIXe siècle.
- Château du Mas. Inscrit MH. Édifié sur un piton, il date du XVe siècle. De plan rectangulaire, flanqué aux angles de quatre tours rondes, il a été détruit en partie par la foudre au début du XXe siècle.
- Château de Neuville, à l'ouest du bourg de Teillet, construit vers 1840, par la famille de Bosredon.
- Ancienne chapelle de Prat du XIIe siècle.
- Barrage de Prat du XIXe siècle. Commencé en 1968, il a été mis en service en 1970. C'est un barrage-usine à contreforts de 27,50 mètres de haut et de 126 mètres de long. Il régularise les fluctuations naturelles du Cher et facilite ainsi, en toutes saisons, l'alimentation en eau potable de la région montluçonnaise, tout en assurant la production d'énergie électrique.